# 울릉도 거점 간첩단 사건
울릉도 거점 간첩단 사건은 은 1974년 중앙정보부가 울릉도 주민들과 일본 농업 연수를 다녀온 47명을 불법구금하고 고문해 간첩행위에 대한 허위자백을 하게 하여 조작한 간첩 사건이다. 

## 사건
1974년 4월6일 서울지검 공안부(부장 정명래)는 32명에 대해 국가보안법·반공법 위반 혐의 등으로 구속기소했고, 1975년 4월 8일 대법원 형사부는 전영관, 김용득, 전영봉 3명에게 사형, 4명에게 무기징역을 선고하면서 그밖의 피고인들에게도 1~15년까지 징역형이 선고됐다. 3명의 사형은 1977년 12월 5일 집행됐다.
이 사건의 피고인이었던 이성희 전 전북대학교 교수는 2006년 ‘진실·화해를 위한 과거사정리위원회’에 진실규명을 신청했고, 2010년 위원회가 중앙정보부에 의한 간첩 조작 사실을 인정한 뒤 피해자들은 각자 법원에 재심을 신청했다. 고 전영관 등 피해자 13명(사망 8명, 생존 5명) 당사자와 가족들이 청구한 재심에 대해 대법원은 무죄·면소 확정 판결을 했다.
서울남부지법 민사11부(재판장 염기창)는 울릉도 거점 간첩단 사건으로 사형된 뒤에 재심을 통해 무죄를 선고받은 전영관의 유가족들과, 징역 15년을 선고받고 복역한 뒤 재심에서 무죄 선고를 받은 이사영 등 당사자와 가족 등 73명이 국가를 상대로 낸 손해배상 청구소송에서 “1974년 2월 4일부터 중앙정보부 수사관들이 피해자들을 영장 없이 연행해 불법구금했고, 당시 수사관들이 피해자들을 지속적으로 무차별 구타하고, 물고문 등의 고문행위를 해 허위자백을 받아내 전영관 등 2명에 대해 사형이 집행됐고 나머지 사람들은 구금되고 보안처분을 받은 사실이 인정된다”며 “국가는 이로 인해 피해자와 가족들이 입은 정신적 고통과 손해를 배상할 책임이 있다”고 밝히면서 "소멸시효가 지났다"는 피고 대한민국의 주장에 대해 재판부는 “국가기관의 위법행위의 경우 재심 절차에서 무죄 판결이 확정될 때까지는 사실상 손해배상 청구를 할 수 없다.이러한 경우 채무자인 국가가 소멸시효 완성을 주장하는 것은 ‘신의성실의 원칙’에 반하는 권리남용이라 허용될 수 없다”고 했다.